# Trần Diễn (Bắc Tống)
Trần Diễn (chữ Hán: 陈衍, ? – ?), người phủ Khai Phong (nay thuộc Hà Nam), hoạn quan nhà Bắc Tống, bị quy kết là thành viên của đảng Nguyên Hữu và chịu tội chết.

## Cuộc đời và sự nghiệp
Diễn ban đầu làm Nội thị cấp sự điện đình, dần thăng đến Quan cung bị khố sứ. Diễn được Lương Duy Giản tiến cử với Cao thái hoàng thái hậu, nên được nhận chức trách coi sóc phần mộ của họ Cao, lĩnh Ngự dược viện, Nội đông môn tư. Nhà họ Cao xây lăng mộ, Diễn được làm Án hành sứ. Ít lâu sau, Diễn đang ở chức Tả tàng khố sứ, Văn Châu thứ sử thì được ra làm Chân Định lộ đô giám.
Sau khi Tống Triết Tông thân chính, triều đình nổi lên phong trào đàn hặc những quan viên ủng hộ Cao thái hoàng thái hậu xóa bỏ biến pháp, liệt họ vào đảng Nguyên Hữu (niên hiệu của Triết Tông thời Cao thái hoàng thái hậu buông rèm nghe chính). Diễn bị bọn Lai Chi Thiệu, Trương Thương Anh tố cáo cậy sủng càn rỡ, gây dựng vây cánh, chịu biếm chức làm Giám Sâm Châu tửu thuế vụ. Lương Duy Giản là người tiến cử Diễn, Trương Sĩ Lương, Lương Tri Tân là đồng sự với Diễn, đều bị kết tội. Diễn tiếp đó bị biên quản ở Bạch Châu, rồi đày đi Chu Nhai.
Chương Đôn vu cáo Cao thái hoàng thái hậu với thành viên đảng Nguyên Hữu từng tính kế phế trừ Tống Triết Tông, vì thế triệu Sĩ Lương từ Sâm Châu về, chịu tra hỏi việc ấy. Sĩ Lương chỉ nói rằng vào giai đoạn cuối đời của Cao thái hoàng thái hậu, Diễn có lẽ đã coi việc của 2 phủ (Trung thư tỉnh và Xu mật viện) và dùng ngự bảo (tức ngọc tỷ) giao phó mệnh lệnh ra ngoài. Vụ án trở nên bế tắc, An Đôn, Thái Kinh bèn dâng sớ tâu rằng Diễn chia rẽ 2 cung, đuổi hơn 10 nội thị mà Triết Tông (khi ấy còn là Thái tử) tin cậy ra ngoài, để cắt đứt tâm phúc và lông cánh của Thái tử, ý đồ quấy nhiễu, là tội đại nghịch bất đạo. Vì thế Triết Tông hạ chiếu xử tử Diễn, lệnh cho Quảng Tây chuyển vận sứ Trình Tiết thi hành án.